# Зяблицы (Ярославская область)
Зяблицы — деревня в Ивняковском сельском поселении Ярославского района Ярославской области.

## География
Деревня расположена на реке Пажица. В непосредственной близости протекает эта же река. Рядом находится Барский лес.

## История
До 2001 году   административный центр Бекреневского сельсовета. Постановлением Государственной Думы Ярославской области от 31.10.2001 № 239  административный центр был перенесён из деревни Зяблицы в село Сарафоново
.
В 2006 году деревня вошла в состав Ивняковского сельского поселения образованного в результате слияния Ивняковского и Бекреневского сельсоветов.

## Население
| 2007 | 2010 |
| ---- | ---- |
| 36   | ↘34  |

### Историческая численность населения
По состоянию на 1859 год в деревне было 19 домов и проживало 152 человека.
По состоянию на 1989 год в деревне проживало 50 человек.

### Национальный и гендерный состав
Согласно результатам переписи 2002 года, в национальной структуре населения русские составляли 91 % из 34 чел., из них 14 мужчин, 20 женщин.
Согласно результатам переписи 2010 года население составляют 19 мужчин и 15 женщин.

## Инфраструктура
Основа экономики — личное подсобное хозяйство. В деревне имеется таксофон (около дома №28).
Почтовое отделение №150508, расположенное в селе Сарафоново, на март 2022 года обслуживает в деревне 62 дома.
Действуют гостевые дома «Родные пенаты», «Солнечная горка».

## Транспорт
Зяблицы расположены в непосредственной близости к дороге федерального значения Р132 «Золотое кольцо» и трассе 78Н-0926 «Зяблицы - Тенино».
Обслуживается автобусными маршрутами №№153 (Ярославль-Главный — Курба), 164 (Ярославль-Главный — Большое село), 165 (Ярославль-Главный — Тутаев), 169 (Ярославль-Главный — Варегово), 502 (Ярославль — Углич), 512 (Ярославль — Мышкин).